# Grand Prix Pau 1951
Grand Prix Pau  1951 (oficiálně XII Grand Prix Automobile de Pau) byl nemistrovský závod Formule 1 v sezóně 1951, který se konal dne 26. března 1951 ve Francii.

## Závod
| Poř.   | No. | Jezdec                | Konstruktér   | Počet kol | Čas/Odstoupení | Pořadí na startu |
| ------ | --- | --------------------- | ------------- | --------- | -------------- | ---------------- |
| 1      | 10  | Luigi Villoresi       | Ferrari       | 110       | 3:17:39.9      | 2                |
| 2      | 18  | Louis Rosier          | Talbot-Lago   | 110       | + 1:35.8       | 4                |
| 3      | 2   | Giuseppe Farina       | Maserati      | 107       | + 3 kola       | 6                |
| 4      | 28  | Yves Giraud-Cabantous | Talbot-Lago   | 107       | + 3 kola       | 11               |
| 5      | 16  | Philippe Étancelin    | Talbot-Lago   | 105       | + 5 kol        | 9                |
| 6      | 30  | Rudi Fischer          | Ferrari       | 104       | + 6 kol        | 8                |
| Ret    | 20  | Henri Louveau         | Talbot-Lago   | 92        | Nehoda         | 13               |
| Ret    | 26  | Toulo de Graffenried  | Maserati      | 66        | Tlak oleje     | 5                |
| Ret    | 14  | Dorino Serafini       | Ferrari       | 49        | Řízení         | 3                |
| Ret    | 12  | Alberto Ascari        | Ferrari       | 46        | Převodovka     | 1                |
| Ret    | 22  | Georges Grignard      | Talbot-Lago   | 43        | Převodovka     | 15               |
| Ret    | 6   | Robert Manzon         | Simca-Gordini | 42        | Převodovka     | 10               |
| Ret    | 8   | André Simon           | Simca-Gordini | 35        | Brzdový buben  | 7                |
| Ret    | 4   | Maurice Trintignant   | Simca-Gordini | 25        | Motor          | 12               |
| Ret    | 24  | Harry Schell          | Maserati      | 14        | Chlazení       | 14               |
| Zdroj: |     |                       |               |           |                |                  |